# Фрибур
Фрибу́р (фр. Fribourg) или Фра́йбург (нем. Freiburg) — город на западе Швейцарии, столица кантона Фрибур.
Город многоязычен: около 58 % населения говорят по-французски, 22 % — по-немецки, 5 % — по-итальянски. При населении в 38 489 человек (2015) свыше 10 000 — студенты местного университета.
Святые покровители города — Николай Чудотворец и Екатерина Александрийская.

## География
Город Фрибур расположен в юго-западной части швейцарского плато на реке Зане (нем. Saane, фр. Sarine), граничит с Фрибуржскими Альпами.

## История
Фрибур основал в XII веке Берольд IV.
Во Фрибуре провел последние 17 лет жизни святой Пётр Канизий. Он основал здесь школу иезуитов, ставшую впоследствии основой Фрибурского университета. В университете учился, а позднее преподавал и ректорствовал Юзеф Мария Бохеньский, который и окончил жизнь во Фрибуре.
В университете Фрибура учился святой Фиделий Сигмарингенский.

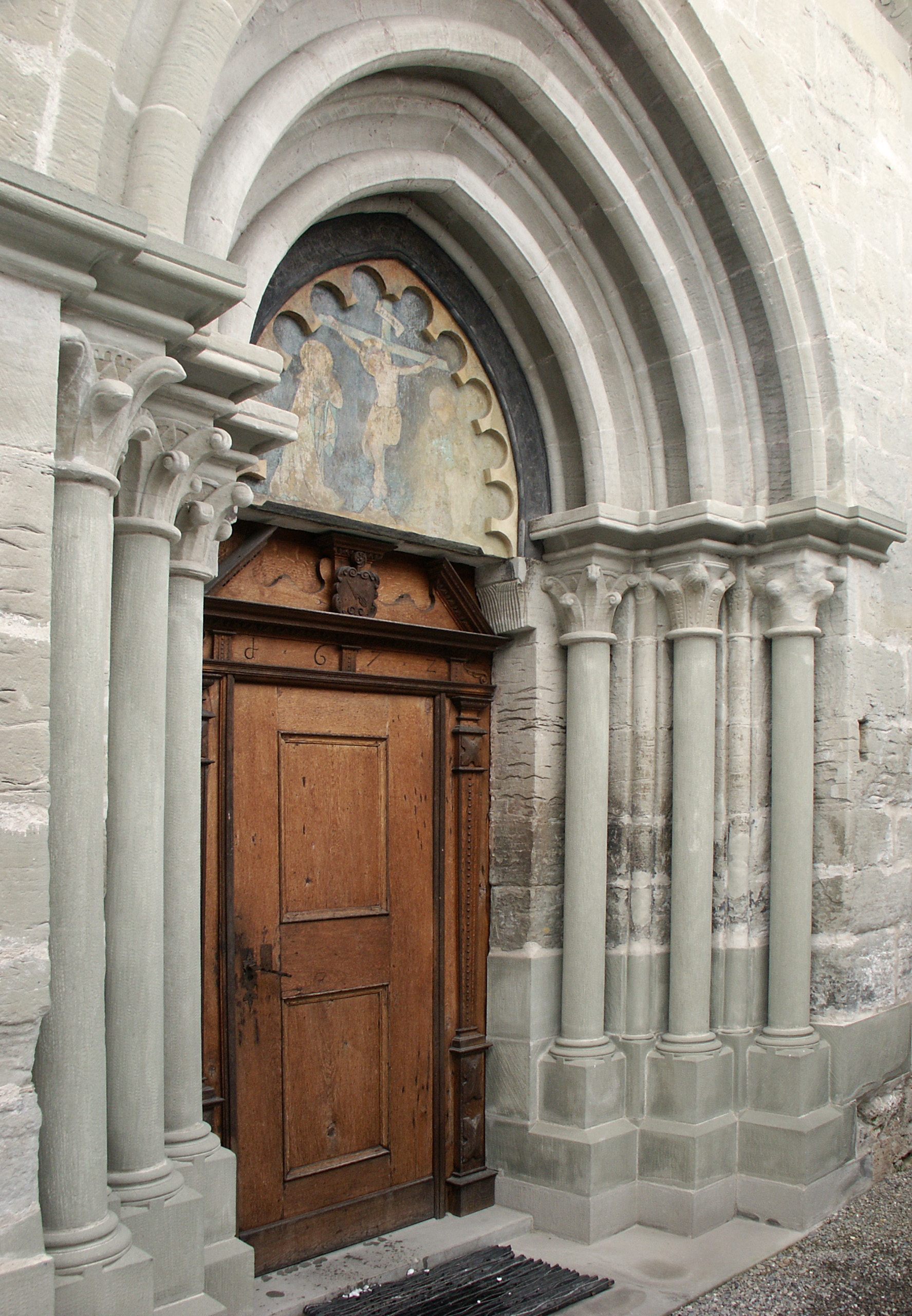
Аббатство Мегрож

## Достопримечательности
Кафедральный собор Св. Николая построен между 1283 и 1490. Башня высотою 76 м. Росписи Ханса Фриса, среди витражей — работы Ю.Мехоффера, А.Манесье.
В последнюю субботу перед масленицей в городе проходит карнавал.

## Культура
С 1980 в городе проводится международный кинофестиваль.

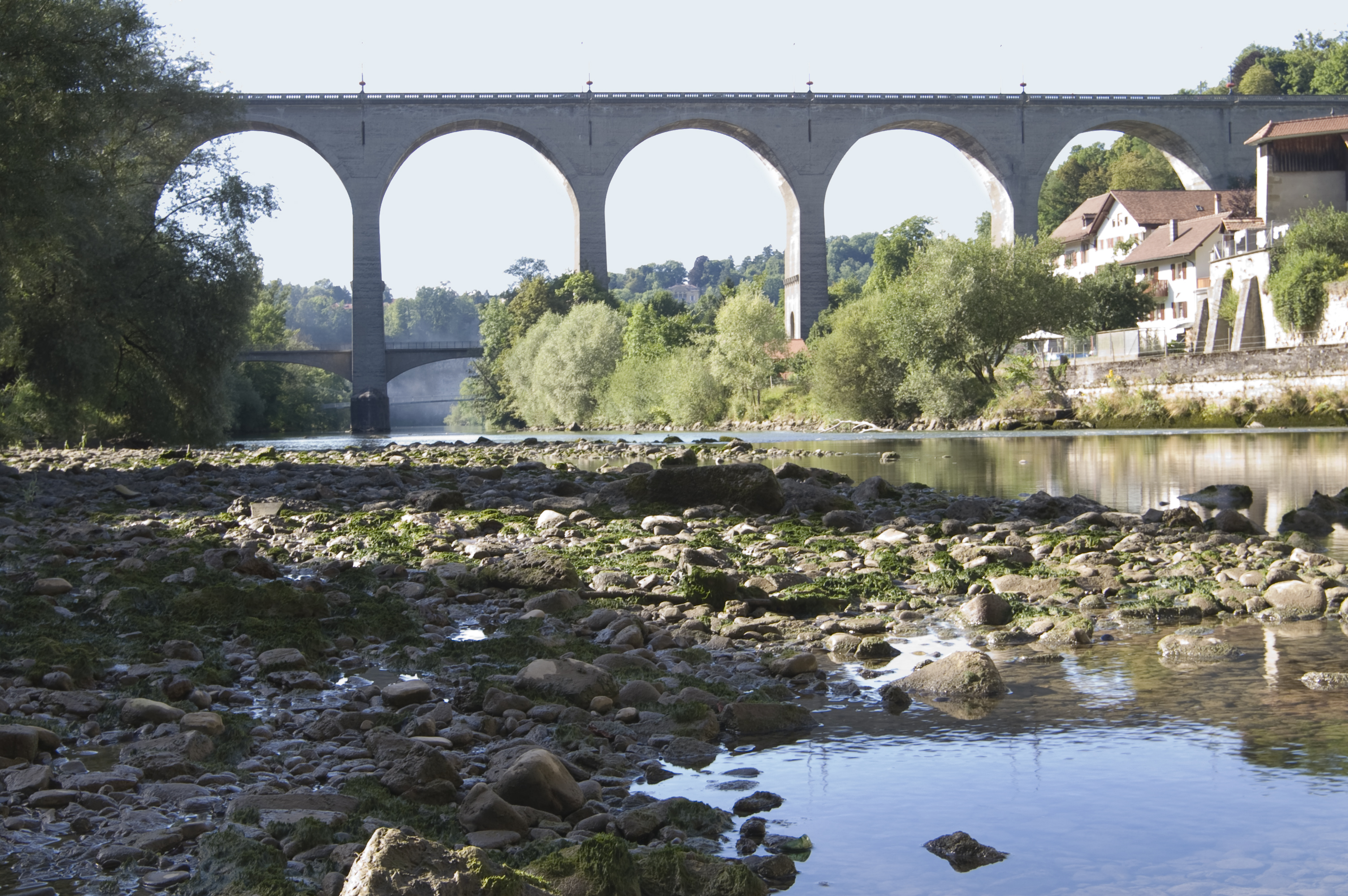
Один из мостов города

- Музей Гутенберга.

## Население
| 1981    | 1982    | 1983    | 1984    | 1985    | 1986    | 1987    | 1988    | 1989    |
| ------- | ------- | ------- | ------- | ------- | ------- | ------- | ------- | ------- |
| 37 016  | ↘36 439 | ↘35 784 | ↘34 977 | ↘34 422 | ↘33 935 | ↘33 670 | ↘33 607 | ↗33 962 |
| 1990    | 1991    | 1992    | 1993    | 1994    | 1995    | 1996    | 1997    | 1998    |
| ↘33 913 | ↘32 613 | ↗32 703 | ↘32 693 | ↘32 657 | ↘32 501 | ↘32 267 | ↘32 054 | ↘31 939 |
| 1999    | 2000    | 2001    | 2002    | 2003    | 2004    | 2005    | 2006    | 2007    |
| ↘31 860 | ↘31 691 | ↗32 418 | ↗32 614 | ↗32 849 | ↗32 988 | ↗33 008 | ↗33 418 | ↗33 836 |
| 2008    | 2009    | 2010    | 2011    | 2012    | 2013    | 2014    | 2015    | 2016    |
| ↗34 084 | ↗34 490 | ↗34 718 | ↗35 680 | ↗36 633 | ↗37 485 | ↗38 288 | ↗38 489 | ↗38 829 |
| 2017    | 2018    |         |         |         |         |         |         |         |
| ↘38 521 | ↘38 365 |         |         |         |         |         |         |         |

## Спорт
В городе существует хоккейный клуб «Фрибур-Готтерон» (Fribourg-Gottéron), известный в России тем, что в течение 1990-х годов за него много лет выступали знаменитые русские хоккеисты — Андрей Хомутов и Вячеслав Быков. Последний после завершения карьеры некоторое время тренировал клуб, а потом вернулся на Родину, где работал главным тренером ХК ЦСКА, ХК Салават Юлаев и сборной России по хоккею.
В городе в 1990 году прошли матчи мирового хоккейного чемпионата.